# Захаров, Николай Сергеевич
Николай Сергеевич Захаров (1921—2001) — Гвардии полковник Советской Армии, участник Великой Отечественной войны, Герой Советского Союза (1945).

## Биография
Николай Захаров родился 10 августа 1921 года в Чебоксарах. Окончил среднюю школу и аэроклуб в родном городе. В Красной Армии с июня 1941 года, призван Чебоксарским городским военкоматом. В том же году он окончил Свердловскую военную авиационную школу пилотов. С января 1942 года — на фронтах Великой Отечественной войны. Принимал участие в боях на Брянском, Воронежском, 1-м, 2-м и 3-м Украинских фронтах. Участвовал в Курской битве, освобождении Украинской и Молдавской ССР, Румынии, Югославии.
К февралю 1945 года гвардии старший лейтенант Николай Захаров был штурманом 166-го гвардейского штурмового авиаполка 10-й гвардейской штурмовой авиадивизии 17-й воздушной армии 3-го Украинского фронта. К тому времени он совершил 131 боевой вылет на бомбардировку и штурмовку скоплений боевой техники и живой силы противника, его важных объектов.
Указом Президиума Верховного Совета СССР от 29 июня 1945 года за «мужество и героизм, проявленные на фронте борьбы с немецкими захватчиками» гвардии старший лейтенант Николай Захаров был удостоен высокого звания Героя Советского Союза с вручением ордена Ленина за номером 50257 и медали «Золотая Звезда» за номером 7603.
С ноября 1944 года занимался обучением лётного и технического персонала ВВС Народно-освободительной армии Югославии. После окончания войны Захаров продолжил службу в Советской Армии. В 1950 году окончил Военно-воздушную академию. Участвовал в Корейской войне. В 1961 году в звании полковника Захаров был уволен в запас. Проживал в Херсоне, работал в проектном институте. Скончался 12 декабря 2001 года, похоронен в Херсоне.

## Был также награждён
- Двумя орденами Красного Знамени,
- двумя орденами Отечественной войны 1-й степени,
- югославским орденом Партизанской звезды 2-й степени,
- рядом медалей[2].